# Adam Paprocki (sędzia)
Adam (Adrian) Paprocki herbu Jelita – sędzia stężycki od 1669 roku (zrezygnował przed 4 czerwca 1686 roku), pisarz stężycki w latach 1648-1668.
Był elektorem Michała Korybuta Wiśniowieckiego z województwa sandomierskiego w 1669 roku.